# Ярмак В'ячеслав Павлович
В'ячеслав Павлович Ярмак (2 травня 1984 — 3 грудня 2022) — молодший сержант Збройних Сил України, учасник російсько-української війни, який загинув під час російського вторгнення в Україну.

## Життєпис
В'ячеслав Ярмак народився 2 травня 1984 року в м. Харкові.
Навчався у Харківській спеціалізованій школі І-III ступенів № 156 Харківської міської ради Харківської області. Закінчив Державний навчальний заклад «Центр професійно-технічної освіти № 3 міста Харкова» (тоді — Міське професійно-технічне училище № 33) за спеціальністю «автослюсар».
У 2012 році разом із родиною перебрався до Львова.
У вільний час захоплювався риболовлею та автомобільними подорожами. Працював регіональним керівником у мережі магазинів роздрібної торгівлі «OLKO».
З початком російського вторгнення в Україну став добровольцем на захист України. Боровся проти держави-терориста у складі 125-ї окремої бригади територіальної оборони ЗСУ та здобув звання «молодший сержант».
3 грудня 2022 року на позиції підрозділу розпочався наступ переважаючих сил ворога. Бойовим медиком молодший сержант В'ячеслав Ярмак надавав першу домедичну допомогу побратимам. Під час евакуації пораненого побратима одна з мін розірвалася близько до бойового медика, внаслідок чого він отримав чисельні осколкові поранення несумісні з життям.
У В'ячеслава Ярмака залишилися мама, дружина та донька.

## Нагороди
В лютому 2024 року відповідно до указу Президента України №135/2023  В'ячеславу Ярмаку за особисту мужність і самовідданість, виявлені у захисті державного суверенітету та територіальної цілісності України, вірність військовій присязі було посмертно відзначено державною нагородою: орденом «За мужність» III ступеня.
В травні 2024 відповідно до указу Міністра оборони України №786 від 21 травня 2024 року відзначено медаллю "Захиснику України".